# 神立の水

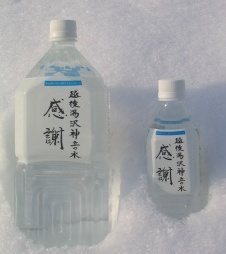
神立の水 『感謝』 500ml・200ml

神立の水（かんだつのみず）は、新潟県南魚沼郡湯沢町神立の地中約1,400mの水源から採取されるナチュナルミネラルウォーターで、飲む温泉水である。

## その他

### 安倍晋三首相が愛飲
2015年1月には日刊ゲンダイがスクープとして、安倍晋三首相が政治資金で神立の水を購入していたと報じた。安倍の資金管理団体である「晋和会」の収支報告書の少額領収書には複数回にわたり「神立の水」として7,980円ずつに分けて事務所費として計上し、総額は31,920円に上るという。販売会社である光ジャパンは、慧光塾というコンサルタント会社の責任者であった光永仁義の長男光永正樹が代表者を務めるが、光永の経営指導は悪魔祓いやお告げ、心霊治療を行う新興宗教的な色彩が強い風変わりな会社だった。安倍は光永に「お告げ」を受けたり、長男の結婚式で媒酌人を務めるなど母親の安倍洋子とともに家族ぐるみの付き合いがあったという。また2007年9月の週刊文春によると、第1次安倍政権時代には、事務所スタッフが神立の水を別のミネラルウォーターで代用しようとしたところ、安倍は「だめだ！あの水じゃなくちゃ、絶対ダメなんだ！」と激昂したという。